# Tipula gola
Tipula gola är en tvåvingeart som beskrevs av Alexander 1958. Tipula gola ingår i släktet Tipula och familjen storharkrankar.
Artens utbredningsområde är Liberia. Inga underarter finns listade i Catalogue of Life.